# Novellia Primigenia
Novellia Primigenia (Nuceria Alfaterna, ... – Nuceria Alfaterna, I secolo) fu una mima originaria di Nuceria Alfaterna e vissuta in Campania intorno al I secolo d.C., nota esclusivamente attraverso una serie di iscrizioni rinvenute per lo più a Pompei.

## Biografia
Le notizie sulla vita di Novellia sono scarse e frammentarie. È stato ipotizzato che discenda da un certo Novellio F. Rufo, personaggio noto attraverso un'iscrizione funeraria rinvenuta in località San Mauro a Nocera Inferiore.
Dalle numerose iscrizioni si evince che Primigenia dovette essere una donna bella e raffinata (descritta come dolcissima e amabilissima), che ammaliò parecchi cuori inebriandone i sensi. È possibile che, oltre a svolgere il lavoro di mima, esercitasse anche la professione di prostituta (tale ipotesi è avvalorata da più di un'iscrizione dal significato ambiguo).

## Iscrizioni relative a Novellia Primigenia

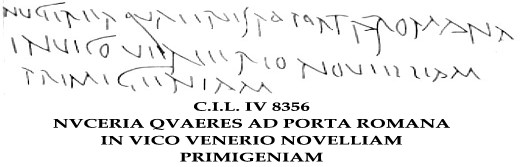
Iscrizione riferita a Novellia Primigenia

Esistono una ventina di iscrizioni relative a Novellia Primigenia, la maggior parte delle quali proviene da Pompei. Tuttavia ne sono state rinvenute diverse anche nelle città vicine.
La maggior parte dei graffiti non menzionano altre persone, mentre ci sono almeno sei nomi maschili associati a quello della donna: Sabinus, Secundus, Lucius, Isticidius, e Cornelius Carito.
(CIL IV, 10241)
Pompei, Tomba 23, Necropoli di Porta Nocera (scoperto nel 1955).
(CIL IV, 08356)
Pompei, vestibolo dell'atrio servile, Casa del Menandro (rinvevuto nel 1933).
(CIL VI, 05358)
(CIL VI, 10676)
Ercolano, terme maschili.

## Curiosità
- Nel volume I tre giorni di Pompei[9], Alberto Angela utilizza l'iscrizione CIL IV, 08356, come esempio del sistema che i romani usavano per indicare un indirizzo.